# Cineteca Nazionale
La Cineteca Nazionale è il maggiore archivio cinematografico in Italia, nonché uno dei più prestigiosi al mondo. Fondata nel 1949, gestisce il deposito di legge di tutte le produzioni cinematografiche e audiovisive prodotte, anche in parte, in Italia, e registrate presso il Registro pubblico delle opere cinematografiche e audiovisive, con la finalità di raccogliere, preservare e diffondere le opere del cinema italiano.

## Storia
Istituita nel 1949, con sede a Roma, conserva tutti i film di nazionalità italiana prodotti da allora. Sorse dal patrimonio archivistico del Centro sperimentale di cinematografia che nel 1943 era stato asportato dagli occupanti tedeschi perdendo materiali unici.. I film, inviati in Germania, andarono perduti nel corso degli eventi bellici e inutili furono tutti i tentativi di rintracciarli in Germania e in Unione Sovietica nel dopoguerra.
Ha in archivio 80 000 pellicole, 600 000 fotografie, 50 000 manifesti e la collezione dell'Associazione italiana per le ricerche di storia del cinema (AIRSC). A questo si affianca l'attività di restauro di opere significative e la collaborazione con istituzioni estere per la distribuzione di film italiani nei festival e nelle manifestazioni nel mondo. L'archivio filmico è ospitato nella sede del Centro sperimentale di cinematografia di Roma, in via Tuscolana 1524, e nella sede distaccata di Ivrea che ospita l'Archivio Nazionale del Cinema d'Impresa.
Oltre ai film italiani la Cineteca custodisce alcune migliaia di film stranieri, acquisiti attraverso scambi con cineteche di altri paesi aderenti alla Fédération Internationale des Archives du Film (FIAF).
Dal 2003 al 2019 la Cineteca Nazionale ha gestito a Roma nei pressi della Fontana di Trevi, il Cinema Trevi - Alberto Sordi, per offrire al pubblico la proiezione di pellicole provenienti dal proprio archivio e da altre cineteche. Dal 2021 la Cineteca Nazionale potrà disporre della sala cinematografica del Teatro dei Dioscuri al Quirinale.

## Conservatori
- Enrico Magrelli (2009-2012)[4]
- Emiliano Morreale (2012-2016)[4]
- Daniela Currò (2017-2020)
- Paolo Cherchi Usai (2020)[5]
- Alberto Anile (2021-2024)
- Steve Della Casa (2024-presente)